# Loretto-Kaserne
Loretto-Kaserne ist eine ehemalige Kaserne in Tübingen, die nach ihrer Auflösung 1991 zum Loretto-Viertel umgestaltet wurde.
Nachdem der Bau der Loretto-Kaserne 1913 beschlossen wurde, wurde sie am Anfang des Ersten Weltkrieges, in den Jahren 1914–1916, für das neue dritte Bataillon des Infanterieregiments 180 in der heutigen Tübinger Südstadt gebaut. Damals lag sie am Stadtrand – ohne direkten Kontakt zur anderen Bebauung. Zunächst wurde sie Neue Kaserne genannt, um sie von der ersten Tübinger Kaserne, die seither Alte Kaserne, später Thiepval-Kaserne genannt wurde, zu unterscheiden. Das Gelände am Fuße des Galgenbergs von der Fläche drei Hektar musste die Stadt kostenlos zur Verfügung stellen. Es wird von folgenden Straßen umgeben: Katharinenstraße (im Norden – ursprünglich Mackensenstraße), Paulinenstraße (im Osten), Stuttgarter Straße (im Süden – ursprünglich Hindenburgstraße). Im Westen ging die Kaserne ursprünglich nur bis zur heute nicht mehr existierenden Linsingenstraße. Später wurde diese Straße aufgelöst und das Kasernenareal um ein trapezartiges Grundstück bis zur Hechinger Straße erweitert, das die Kasernengesamtfläche um mehr als 50 % vergrößerte. Die Kaserne bestand aus zwei großen Mannschaftsgebäuden und zahlreichen kleineren Gebäuden. Alle Gebäude standen an den drei Außenstraßen, die Mannschaftsgebäude selbst standen entlang der heutigen Katharinenstraße. Die südliche Außenflanke war zunächst unbebaut, aber bald baute man hier Pferdeställe. Die Mitte des Kasernengeländes blieb unbebaut und konnte als Exerzierplatz genutzt werden. Ursprünglich gehörte zu der Kaserne auch das durch einen Weg, der bald zur heutigen Stuttgarter Straße ausgebaut wurde, abgetrennte und sich bis zur Alexanderstraße hinziehende Gelände des Garnisonslazaretts. Auf dem später angeschlossenen Gelände bis zur Hechinger Straße wurden nur Fahrzeugschuppen errichtet.
Nach dem Ersten Weltkrieg musste die deutsche Armee auf 100.000 Mann abgebaut werden. Da das Infanterieregiment 180 1919 aufgelöst wurde, wurde die Kaserne kurze Zeit ungenutzt. Im Oktober 1920 rückten in die Gebäude badische Truppen, die aufgrund der Bestimmungen des Versailler Vertrages ihren alten Standort verlassen mussten. Es handelte sich um das 2. Bataillon des 14. Badischen Infanterieregiments. Im Oktober 1938 wurde die Kaserne in „Loretto-Kaserne“ umbenannt. Der Name sollte an die Lorettoschlacht gegen die Franzosen, die 1915 auf der Lorettohöhe bei Arras stattfand, erinnern. Im Mai 1939 wurde an der Kasernenmauer rechts des Haupttores in der Paulinenstraße eine steinerne Tafel eingemauert, die den Namen Loretto-Kaserne mit der Widmung „unseren Vätern“ enthielt. Als das Kasernengelände nach der Auflösung der Kaserne ab 1992 umgestaltet und die Mauer in diesem Zuge abgerissen wurde, wurde die Tafel ins Depot des Stadtsanierungsamtes aufgenommen.

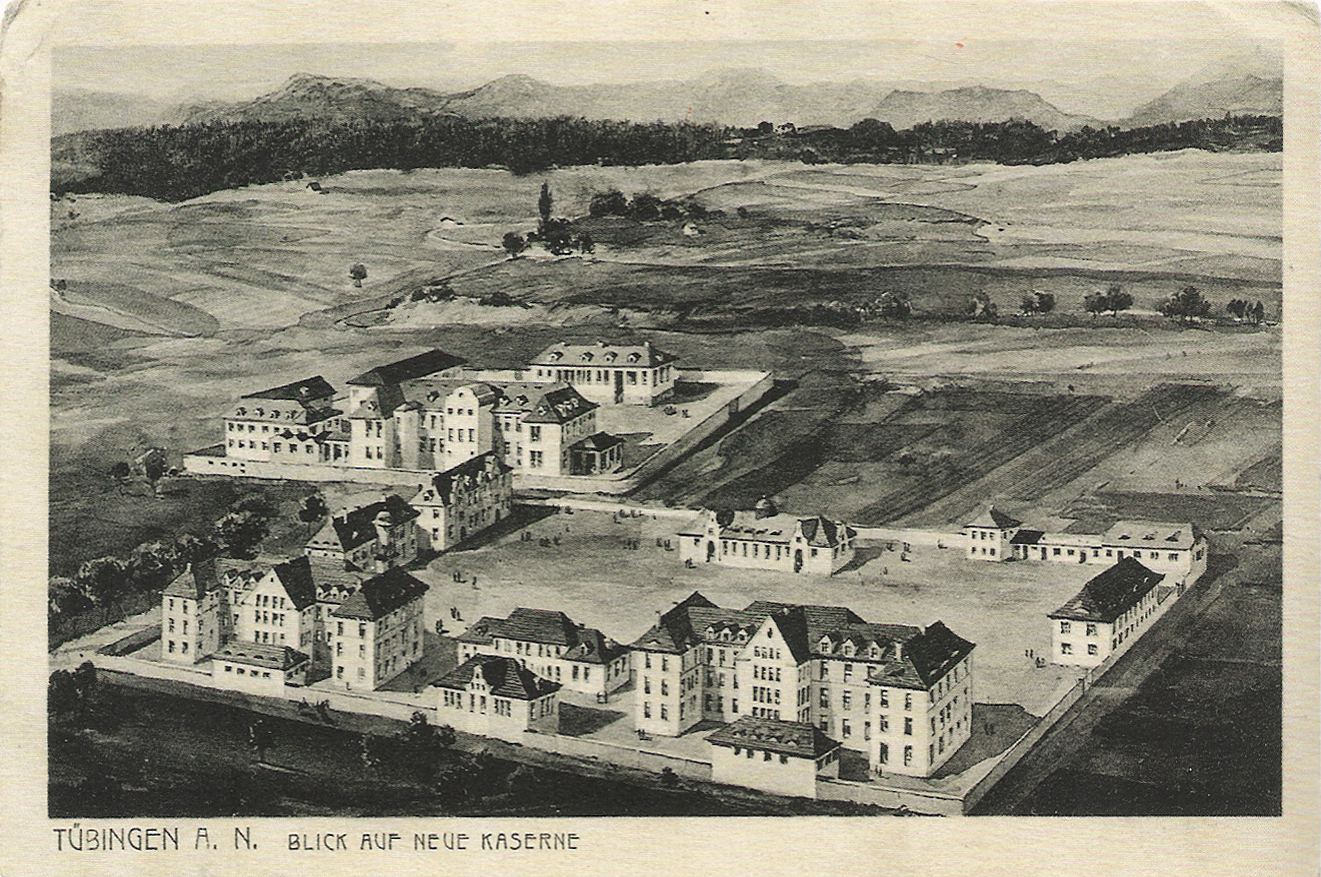
Blick auf „Neue Kaserne“ (Postkarte von 1917)

Nach dem Zweiten Weltkrieg wurde bis 1991 die Kaserne von französischen Truppen genutzt, die in Tübingen stationiert waren. Für die Öffentlichkeit war sie bis auf den Tag der offenen Tür nicht zu betreten und durch Mauern oder Zäune abgesperrt. Das ehemalige Lazarett wurde als Schule für die Kinder der französischen Offiziere genutzt und wurde populär französische Schule genannt.
Die französischen Truppen zogen 1991 ab, danach wurde die Kaserne zum jetzigen Loretto-Viertel umgestaltet. Dabei wurden nur die Schuppen für die Fahrzeuge abgerissen, alle anderen Gebäude wurden zu neuer Nutzung adaptiert. Auch die ehemaligen Ställe an der Stuttgarter Straße haben eine neue Funktion erhalten. Außerdem – anstelle der Schuppen an der Hechinger Straße und auf dem ehemaligen großen Exerzierplatz in der Mitte des Geländes – entstanden viele neue Häuser. 1996 beschloss der Tübinger Gemeinderat, den Namen Loretto beizubehalten. Dieser Beschluss wurde gefasst, weil auch die französischen Streitkräfte diesen Namen beibehalten haben. Heute wird der Name als Erinnerung an die zahlreichen französischen und deutsche Soldaten aufgefasst, die in den Kriegen gefallen sind. Der freigelassene Platz auf dem Kasernengelände erhielt den Namen Loretto-Platz.

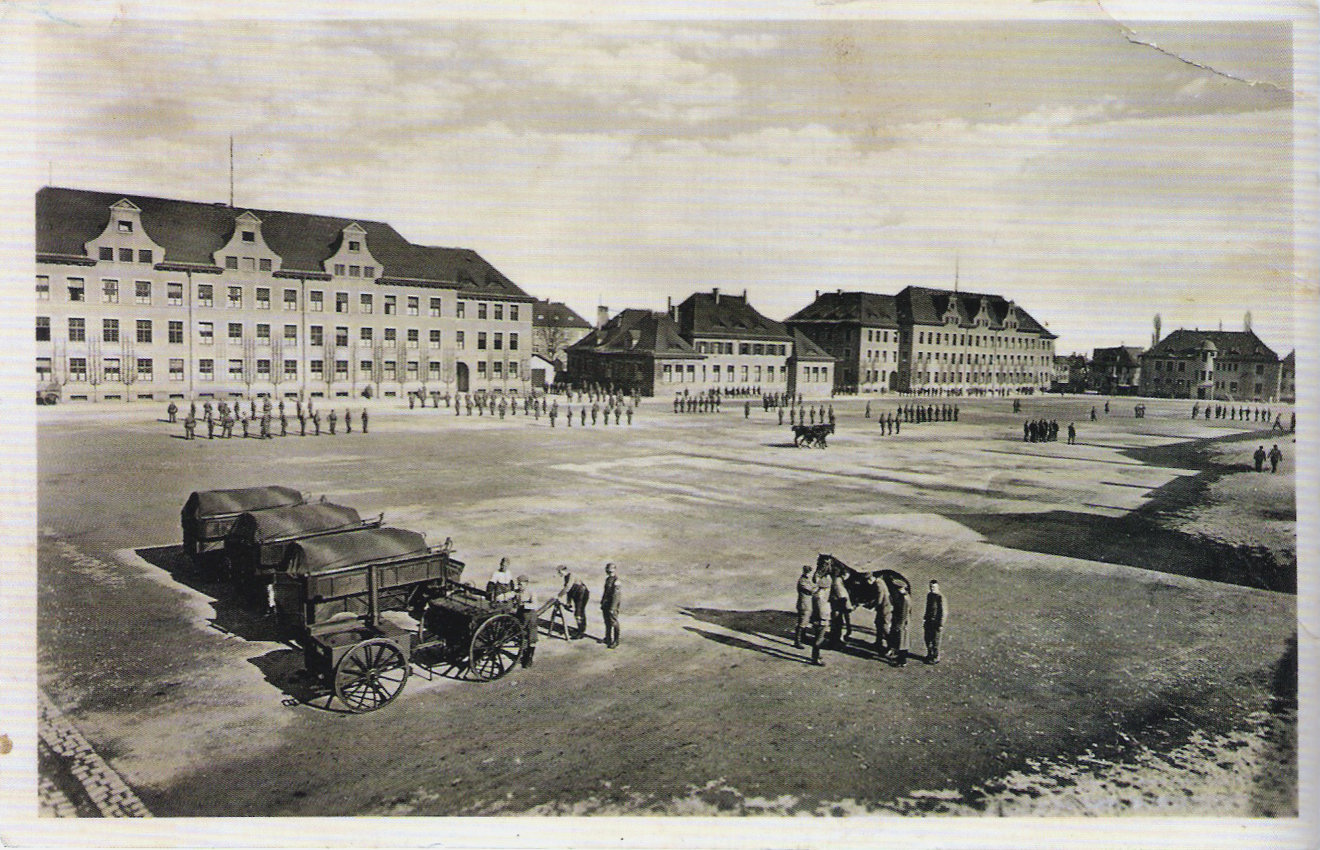
Der große Exerzierplatz der Loretto-Kaserne und die Mannschaftsgebäude (Postkarte von 1939/1940)

Das Loretto-Viertel ist ein vielfältiges Mischgebiet, in dem der Wohnraum mit Büro- und Kleingewerberäumen verbunden wurde. Der gesamte Bereich ist verkehrsberuhigt und zu einem großen Teil Fußgängerzone. Im Viertel befinden sich Läden, ein Hotel, die Loretto-Klinik, ein Polizeiposten und gastronomische Betriebe. Es gibt das Vorstadttheater und Tübinger Puppenbühne mit 65 Zuschauerplätzen und eine Freie Evangelische Gemeinde. Seit 1998 ist in einem der ehemaligen Mannschaftsgebäude die Volkshochschule Tübingen untergebracht. Die „französische Schule“ wurde zu einer (deutschen) Grundschule, die den offiziellen Namen Französische Schule erhielt.

## Nachweise
1. ↑  …und grüßen Sie mir die Welt! Tübingen …, S. 128
2. ↑  …und grüßen Sie mir die Welt! Tübingen …, S. 129–131
3. ↑  …und grüßen Sie mir die Welt! Tübingen …, S. 130